# Кам'янопіль (Вознесенський район)
Кам'я́нопіль —  село в Україні, у Новомар'ївській сільській громаді Вознесенського району Миколаївської області. Населення становить 53 осіб. До 2018 року орган місцевого самоврядування — Кам'яно-Костуватська сільська рада.

## Населення
Згідно з переписом УРСР 1989 року чисельність наявного населення села становила 68 осіб, з яких 29 чоловіків та 39 жінок.
За переписом населення України 2001 року в селі мешкало 55 осіб.

### Мова
Розподіл населення за рідною мовою за даними перепису 2001 року:
| Мова       | Відсоток |
| ---------- | -------- |
| українська | 96,23 %  |
| молдовська | 3,77 %   |